# Lommagölen (Gnosjö socken, Småland)
Lommagölen är en sjö i Gnosjö kommun i Småland och ingår i Nissans huvudavrinningsområde.